# Stejaru (Constanța)
Stejaru (antiguamente Carapelit) es una localidad rumana de la comuna de Saraiu, en el condado de Constanța.

## Toponimia
El nombre antiguo del lugar puede encontrarse escrito como Carapelit. Pasó a llamarse Stejaru en 1930.

## Historia
Hacia comienzos del siglo XX la localidad, que ya por entonces pertenecía al condado de Constanța, formaba parte de la comuna de Eni-Sarai y tenía contabilizada una población de 298 habitantes, principalmente búlgaros.
En la segunda mitad del siglo XX la localidad había pasado a formar parte de la comuna de Saraiu. En el censo de 2021 la localidad tenía una población de 37 habitantes.